# Mubarak an-Nubi
Mubarak an-Nubi (ur. 30 grudnia 1977) – katarski lekkoatleta, specjalizujący się w biegu na 400 metrów przez płotki.

## Osiągnięcia
- złoty medal mistrzostw Azji (Dżakarta 1995)
- złoty medal mistrzostw świata juniorów (Sydney 1996)
- brąz Uniwersjady (Katania 1997)
- złoto mistrzostw Azji (Fukuoka 1998)
- 2. miejsce podczas pucharu świata (Johannesburg 1998)
- złoty medal mistrzostw Azji (Kolombo 2002)
- 2. lokata na pucharze świata (Madryt 2002)
- złoty medal mistrzostw Azji (Manila 2003)
- 7. miejsce w mistrzostwach świata (Paryż 2003)
- medale wielu innych imprez międzynarodowych (Igrzysk Panarabskich, igrzysk azjatyckich itp.)

W 2000 Al-Nubi reprezentował Katar podczas igrzysk olimpijskich w Sydney, katarska sztafeta 4 x 400 metrów, w której biegł została jednak zdyswalifikowana w biegu eliminacyjnym.

## Rekordy życiowe
- bieg na 400 metrów przez płotki – 48,17 (1998) do 2018 rekord Kataru